# Бобров, Алексей Олегович (футболист)
Алексе́й Оле́гович Бобро́в (род. 25 июня 1973, Ленинград) — российский футболист, полузащитник, защитник.

## Карьера
Воспитанник ДЮСШ «Звезда» Ленинград, занимался под руководством Б. З. Раппопорта.
- 1992 — «Космос-Кировец» (Санкт-Петербург).
- 1993—1997 — выступал за санкт-петербургский «Зенит», провёл 41 матч в высшей лиге, в 1997 играл в 1/2 Кубка России.

Впоследствии выступал за различные клубы низших дивизионов:
- 1998 — «Локомотив» (Санкт-Петербург), «Иртыш» (Омск)
- 1999 — «Рубин» (Казань)
- 2000 — «Торпедо-ЗИЛ» (Москва)
- 2003—2004 — «Петротрест»
- 2005 — «Динамо» (Вологда)

Закончил карьеру в 2005 году.